# My Machines
My Machines è il secondo singolo estratto da Gloss Drop, album dei Battles. È stato pubblicato il 15 agosto 2011 dalla Warp Records in vinile 12" e per il download digitale, mentre è stato pubblicato in supporto CD nel luglio dello stesso anno per il mercato britannico.

## Il brano
Le musiche sono composte da David Konopka, Ian Williams, John Stanier e Tyondai Braxton (che poi lasciò il gruppo), mentre il testo è di Gary Numan, anche interprete.
Ad una intervista video rilasciata al New Musical Express Konopka ha dichiarato che tutto il gruppo, nonostante avesse l'impressione che pensare di poter collaborare con Gary Numan fosse come "uno sparo nel buio", ha viaggiato fino a Boston, dove Numan si stava esibendo, per poterlo incontrare nel suo camerino e fargli ascoltare la versione strumentale del brano dopo lo spettacolo. Numan si convinse subito a collaborare con loro scrivendo e cantando il testo perché colpito dalla stranezza del brano ("...it's really fucking weird!").
La collaborazione con Numan è stata definita da Stacey Anderson su Spin come «un momento trionfante, un'esplosione sperimentale sia ingeniosa che accessibile.»
Il singolo è stato prodotto e registrato da Keith Souza e Seth Manchester nello studio Machines With Magnets di Pawtucket nel Rhode Island con i membri del gruppo. Anche il missaggio è stato affidato a Souza e Manchester.
Il remix realizzato da Patrick Mahoney e Dennis McNany è stato incluso nella raccolta Dross Glop.

## Pubblicazioni
La versione in vinile contava inizialmente di una tiratura limitata a 2 200 copie, solo a 5 di queste - scelte casualmente - venne allegato un libretto con il testo della canzone scritto a mano da Gary Numan stesso. A causa di un incendio alla Sony DADC Warehouse avvenuto l'8 agosto 2011 molte di queste vennero distrutte, lasciandone solo alcune in circolazione. Data la casualità con cui sono state scelte le copie con il testo, l'etichetta non è a conoscenza se ci siano manoscritti di Gary Numan ancora intatti.
La versione CD è stata invece stampata in cartone ed alcune copie sono state accompagnate dal comunicato stampa in formato A4 di dell'agenzia Anarok London.

## Copertina
La copertina anteriore raffigura una montagna di detriti di metallo. Come per gli artwork di Gloss Drop, Dross Glop e Ice Cream la copertina è una fotografia di Lesley Unruh. La versione in vinile è stata pubblicata con un'ulteriore copertina interna estraibile.

## Videoclip
(Daniel Scheinert.)
Il videoclip si svolge nei pressi delle scale mobili di un centro commerciale su cui un padre e la figlia si accingono a salire. Invece di giungere al piano superiore come la bambina riesce a fare correndo, il padre inciampa mentre è intento a raccogliere una busta che gli è caduta su uno scalino. In modo surreale continua a ruzzolare giù dalla scala in movimento rovesciando il contenuto delle buste della spesa mentre Gary Numan e i membri del gruppo si esibiscono cambiando di volta in volta posizione nell'ambientazione. Tramite l'utilizzo degli effetti speciali viene data l'impressione di assenza di montaggio, creando lo stesso effetto di un piano sequenza.
Il videoclip è stato presentato il 7 settembre 2011, prodotto da The Creators Project in collaborazione con Warp Records e diretto con una Motion Control Camera dal duo di registi unito sotto il nome di "Daniels" (Daniel Kwan e Daniel Scheinert). La fotografia è stata invece curata da Larkin Seiple.
I registi hanno dichiarato di essersi ispirati, oltre a Jackass co-creato da Spike Jonze, anche alla scala mobile della stazione Porter Square T di Boston, che è perennemente accesa, la location che è stata scelta per le riprese è invece il centro commerciale del quartiere di Little Tokyo a Los Angeles. Il protagonista che cade dalle scale è interpretato dallo stuntman professionista Timothy Eulich, che in occasione della performance ha dovuto non solo sfoggiare le sue doti atletiche, ma anche quelle attoriali. Kahn e Scheinert spiegano che «La caduta dura circa due secondi nel tempo reale, ma per lui è un lungo calvario, e nessuno lì intorno lo aiuta. [...] Ci si riunisce tutti per comprare cose senza parlarsi l'un l'altro. È questo che rende i centri commerciali così spaventosi.» Nonostante queste affermazioni il duo dichiara che non è un video contro il consumismo, in quanto loro stessi sono consumatori. Il chitarrista e tastierista Ian Williams l'ha invece interpretato come una metafora del «moderno dilemma esistenziale.»
Ha ricevuto un'accoglienza molto positiva da parte del settimanale "Orange County Weekly", del "Los Angeles Times" e da "Pitchfork", che lo hanno considerato uno dei migliori dell'anno.
Il video appare nell'episodio dell'ottava stagione di Beavis and Butt-head Il topo (The Rat) mandato in onda negli USA il 1º dicembre 2011.

## Tracce

### CD
Testi di Gary Numan, musiche di David Konopka, Ian Williams, John Stanier; edizioni musicali Warp Music Publishing e Kobalt Music Group Limited.
1. My Machines (Radio Edit) – 3:39
2. My Machines (Album Version) – 3:55

Durata totale: 7:34

### Vinile 12"
Lato A
1. My Machines (feat. Gary Numan) – 3:55 (edizioni musicali Warp Music Publishing, Kobalt Music Group Limited[1])

Lato B
1. A.M. Gestalt – 3:16 (edizioni musicali Warp Music Publishing)
2. My Machines (Instrumental Version) – 3:55 (edizioni musicali Warp Music Publishing, Kobalt Music Group Limited)

## Formazione
- Ian Williams – chitarra, tastiere
- David Konopka – basso, chitarra, effetti
- John Stanier – batteria

### Altri musicisti
- Gary Numan – voce